# Drosophila borealis
Drosophila borealis este o specie de muște din genul Drosophila, familia Drosophilidae, descrisă de Patterson în anul 1952. Conform Catalogue of Life specia Drosophila borealis nu are subspecii cunoscute.